# Neosciadella brunnipes
Neosciadella brunnipes là một loài bọ cánh cứng trong họ Cerambycidae.